# Коксай (Жаксинський район)
Кокса́й (каз. Көксай) — колишнє село у складі Жаксинського району Акмолинської області Казахстану. Входило до складу Терсаканського сільського округу. Зняте з обліку у 2017 році.
Населення — 42 особи (2009; 188 у 1999, 293 у 1989).
Національний склад станом на 1989 рік:
- казахи — 47 %;
- росіяни — 31 %.